# Christina Seufert
Christina Seufert Sholtis (* 13. Januar 1957 in Sacramento, Kalifornien) ist eine ehemalige US-amerikanische Wasserspringerin.

## Lebenslauf
Die in Sacramento geborene Seufert studierte auf der University of Michigan und gehörte auch dem dortigen Schwimm-Team an.
Als Studentin konnte sie im Jahr 1977 an der Universiade in Sofia teilnehmen und erreichte dort einen vierten Rang.
Seufert qualifizierte sich für die Olympischen Sommerspiele 1980 in Moskau. Wegen des US-amerikanischen Boykotts der Spiele konnte sie dort jedoch nicht antreten. Seufert bekam daher wie über 450 andere Athleten auch die Congressional Gold Medal von Präsident Jimmy Carter überreicht.
Nachdem sie bei den Schwimmweltmeisterschaften 1982 in Guayaquil die Silber-Medaille gewonnen hatte, nahm sie 1984 an den Olympischen Sommerspielen in Los Angeles teil. Bei den Spielen, die vom Boykott vieler Staaten des Ostblocks überschattet waren, konnte Seufert hinter Sylvie Bernier aus Kanada und ihrer Teamkollegin Kelly McCormick Bronze gewinnen.
Nach ihrer aktiven Karriere wurde Seufert eine anerkannte Sprung-Richterin. So nahm sie in dieser Funktion an den Olympischen Sommerspielen 2012 in London teil.
2007 wurde sie in die Hall of Fame ihrer ehemaligen Universität aufgenommen.